# Dejv Maluči
Dr. Dejv Maluči je izmišljeni lik NBC-jeve serije u uradnom terminu Urgentni centar. Tumačio ga je Erik Paladino.

## Sezona 6
Dejv Maluči se prvi put pojavio kao specijalizant 2. godine. Često je kršio propise kako bi uradio nešto kako treba i izgleda ima manjak topline prema bolesnicima, ali je često prikazan i kao osetljiv i kao uviđajan, pogotovo kad ima mlađe bolesnike. U epizodi "Poslednji obredi", Maluči i Džon Karter su ukrali zdravstvenu oporemu iz kola hitne pomoći kako bi pomogli nekim radnicima koji su se povredili na gradilištu. Kasnije ih je Keri Viver kaznila zbog kršenja hitnih propisa, a Karter je počeo negativno da gleda na Malučija i o tome se nikad nije predomislio. Maluči je inaš na Medicinski fakultet na Grenadi, a u epizodi "Orkanski visovi" on je iskoristio poznavanje Kariba kako bi tačno ustanovio bolesniku retku bolest pod nazivom Jamajkanska bolest povraćanja jer je prepoznao naznake od jedenja voćke aki. U epizodi "Tako slatka tuga", Maluči je dozvolio Ebi Lokhart da otpusti bolesnicu, a da je nije lično pregledao. Bolesnica je kasnije doživela unutrašnje povrede i zamalo umrla. Kad je uradila operaciju kako bi spasila bolesnicu, Elizabet Kordej je otvoreno rekla Malučiju da ga zaposleni smatraju, aljkavim i lenjim lekarom i da "[niko] ne misli da si pravi lekar".
Iako su njegova nesposobnost i saosećajnost bili uzrok nekoliko dramatičnih događaja, on je često korišćen za komična stanja zbog svoje neobične ličnosti i težnji ka zajebancijama, povredama ili činjenja čudnih stvari kao kad je pojeo pahuljice iz posude za instrumente (sa mlekom, a nije znao da je to mleko bolničarke Kerol Hatavej). On i Džing-Mej "Deb" Čen su imali nekako neprijateljski odnos koji je ukazao na moguće varnice među njima dvoma. Dejv je bio prilično usplahiren kad je Deb došla do šaltera Opšte da uzme neke kartone noseći "lepu" haljinu dok je on pokušavao da muva Ebi. To je stavljeno po strani kad je Dejv otkrio da ostatku zaposlenima to smeta jer mu je nekoliko muvanja propalo (iako nije nikad bio nešto uznemiren), a Deb je počela da se zabavlja sa bolničarem sa Intenzivne nege Frenkom Bejkonom.

## Sezona 7
Maluči se sukobljavao i sa drugim zaposlenima tokom 7. sezone. Kad je Mark Grin odbio da prihvati da je devojku bolesnicu zlotsavljao otac, Maluči (čije je saosećanje prema žrtvama zlostavljanja epizodna tema, a i ukazivanje da je i sam bio žrtva istog) je izneo podrugljivu opasku na račun njegovog tumora što je dovelo do trenja među njima dvojicom. U epizodi "Poseta", sestrić Pitera Bentona Džesi je podlegao ranama od vatrenog oružja u Urgentnom centru, a Malučijeve opaske o povezanosti sa bagrama su izazvali Pitera da telesno nasrne na njega. Njegova privlačnost prema dr. Čen je nestala bez objašnjenja, a znaci toga se više nisu pojavljivali. Njihov odnos je prikazan kao protivnički tokom kasnijih epizoda kad je besna bolesnica odbila da je Maluči pregleda. Kad je pitao Čenovu da preuzme, ona se izdrala na njega i odbila da pomogne. Jedan bolesnik, beskućnik i TV voditelj koga je kasnije prepoznala Keri Viver, je isprskao Malučija Mejsom.

## Sezona 8
U epizodi "Što duže ostaneš", Čenova i Maluči su pokuašli da izleče jednog bolesnika, a da nisu uzeli celu anamnezu pa nisu prepoznali njegovu bolest kao Marfanov sindrom što je Karter odmah prepoznao kad je video bolesnikove rendgenske snimke, ali kasno. Maluči je pogrešno pretpostavio da je bolesnik narkoman pa se postupak koji su on i Čenova uradili pokazao kobnim. Keri Viver, lekarku koja je bila u smeni tokom tog događaja, nisu mogli da dobiju jer je bila prekoputa kod "Dr. Magua" gde je zaboravila dojavljivač u kupatilu. Kad se vratila i saznala za postupak Čenove i Malučija za koji je trebalo njeno odobrenje, ona se razbesnela i rekla Malučiju na finjaka "U savršenom svetu, dr. Maluči, ne bivam poverila nijednog bolesnika na negu". Čenova je odmah bila prisiljena da da otkaz zbog nesreće, ali je posle podnela žalbu i vratila se.
U epizodi "Krv, šećer, seks, čarolija", Maluči je uhvaćen kako opšti sa jednom bolničarkom u kolima hitne pomoći što je dalo i dalje besnoj Viverovoj razlog za njegov otkaz. Mark Grin je pokušao da ubedi Viverovu da ne može da da otkaz Malučiju samo zato što ga ne trpi jer bi po tom kriterijumu "svim dala otkaz". Viverova se pozvala na dva ukora i jednu omanulu praksu i objasnila da ako bolnica i odluči da ne da otkaz Malučiju, ona bi se pobrinula da Maluči više nikad ne radi u Urgentnom centru. U poslednjim naporima da sačuva posao, Maluči je rekao Viverovoj da "izdržava dete". Viverova je oćutala na minut, ali je onda ponovila da je dobio otkaz. Kao odmazdu, on je rekao Viverovoj da je jedini razlog zbog koga želi da bude načelnica Urgentnog centra taj što nema nikoga i ništa drugo u svom životu. Otišao je nazvavši je "Lezbejčino nacistička".
Maluči se poslednji put pojavio u epizodi "Nikad ne reci nikad" kad je Viverova ušla u svlačionicu dok je on praznio svoj ormarić. Dok je vadio značku sa svojim imenom, on i Viverova su podelili trenutak obostranog neprijateljstva. Zatim je otišao iz svlačionice i Opšte i nikad više nije viđen.
Maluči je bio prvi od četiri lika koji su otišli tokom 8. sezone. Pomenut je u epizodi "Braća i sestre" kad je dr. Karter rekao mladom specijalizantu Majklu Galantu da je Maluči bio nemaran i "ubio jednog bolesnika". Tada je poslednji put Malučija pomenuo neko od likova.

## Sezona 15
Tokom 15. i poslednje sezone serije Urgentni centar, tačnije u epizodi „Knjiga o Ebi”, dugogodišnja bolničarka Hejle Adams je pokazala odlazećoj Ebi Lokhart ormarić gde su svi bivši lekari i zaposleni ostavili značke sa svojim imenima. Među njima se i značka sa prezimenom „Maluči” vidi.